# Roberto Neira Aburto
Roberto Francisco Neira Aburto (Temuco, 13 de mayo de 1978) es un abogado, asistente social, bombero y político chileno. Fue electo concejal dos veces en Temuco (períodos 2012–2016 y 2016–2021) y desde diciembre de 2021 ejerce como alcalde de la capital regional de La Araucanía, siendo reelecto por segunda vez el año 2024 siendo el séptimo mayor votado en todo Chile.Actualmente investigado por fraude al fisco, lavado de activos por la Fiscalía de Alta Complejidad de la Región de La Araucanía y por violación en la Fiscalía Regional. 

## Biografía
Hijo de María Isabel Aburto Aguilera y Roberto Eugenio Neira Mackay, reconocido profesor de historia que se desempeñó casi cuatro décadas en la comuna de Nueva Imperial.
Oriundo del sector Las Quilas de Temuco, estudió la carrera de asistente social en la Universidad Autónoma de Chile y derecho en la Universidad Mayor.
Está casado con Romina Albornoz y es padre de dos hijos. 

## Carrera política

### Concejal
El 2012 fue electo como concejal por la comuna de Temuco con 1.467 votos, integrando este órgano colegiado por primera vez. El año 2016 logró su reelección con 2.992 votos.

### Alcalde
Se presentó como candidato a Alcalde en las elecciones del 15 y 16 de mayo del 2021, triunfando tras obtener 30.323 votos, lo que correspondió al 36,22% del total de los sufragios válidamente emitidos. Enfrentó a cuatro candidatos, incluyendo al candidato apoyado por la coalición que gobernaba la comuna.
Asumió como edil el 28 de junio del 2021, terminando con más de 12 años de Renovación Nacional en el Municipio de Temuco, durante su mandato fue reconocido con el premio de "Alcalde Solidario de América Latina 2023" entregado por la Fundación para el Desarrollo de la Solidaridad y la Inclusión Social (INCLUSOCIAL) en Colombia.
En 2024, se llevaron a cabo las Elecciones Municipales y Regionales en Chile. Neira resultó reelecto como alcalde de Temuco bajo el lema "Temuco: ¡avancemos más!", campaña que obtuvo mayoría frente a su contrincante de derecha, Pedro Durán.
| Jorge Alejandro Sepulveda Rosales | PSC | 18.756 | 10,27 % |
| Roberto Francisco Neira Aburto    | IND | 96.683 | 52,93 % |
| Pedro Duran Sanhueza              | RN  | 67.226 | 36,80 % |

## Historial electoral
- Elecciones municipales 2012, como concejal de Temuco.
- Elecciones municipales 2016, como concejal de Temuco.
- Elecciones municipales de 2021, para la alcaldía de Temuco.
- Elecciones municipales de 2024, para la alcaldía de Temuco.